# Rue Arago (Saint-Ouen-sur-Seine)
Pour les articles homonymes, voir Rue François-Arago.
 (avril 2024).
La rue Arago est une voie publique de Saint-Ouen-sur-Seine, dans le département de la Seine-Saint-Denis.

## Situation et accès

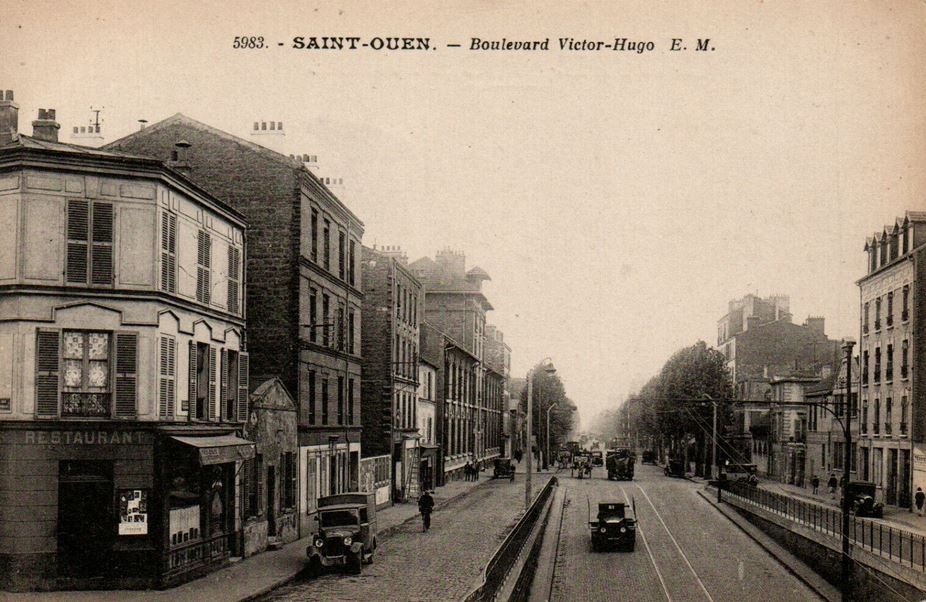
La rue Arago, sur la gauche, vue du pont ferroviaire. L'immeuble d'angle ainsi que les bâtiments qui suivent, sont toujours présents en 2019.

Cette rue présente la particularité d'être constituée de deux segments disjoints:
- L'un, très court, part de la rue Floréal pour atteindre le croisement de la rue Emmy-Noether et de l'ouest de la rue Vincent.
- L'autre, qui constitue le principal tracé de la rue, part du croisement de la rue Fructidor et de l'extrémité est de la rue Vincent

Ce tracé principal rencontre le boulevard Victor-Hugo, qui à cet endroit est un passage inférieur franchissant par en-dessous la ligne de La Plaine à Ermont - Eaubonne. La rue, pour rejoindre à son niveau naturel le boulevard qui est ici en contrebas, le longe jusqu'à atteindre le haut de la pente. Elle croise le boulevard en face de la rue de Clichy qui présente une configuration symétrique.

## Origine du nom
Cette rue est nommée ainsi en l'honneur du physicien et homme politique français François Arago (1786-1853).

## Historique

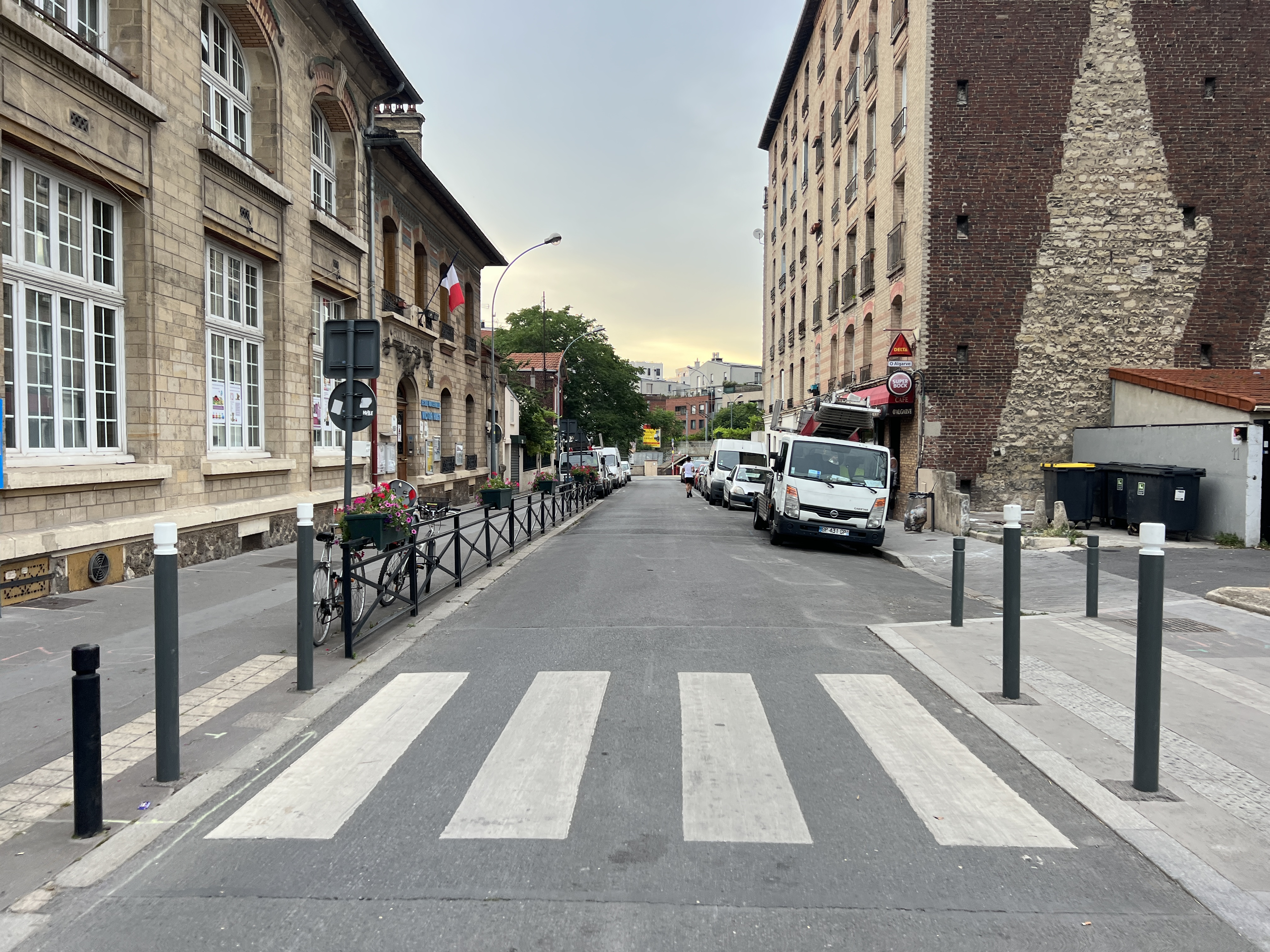
La rue en juin 2022.

En 2009, eut lieu dans la « cité Arago » une fusillade qui défraya la chronique,, prélude à une lente dégradation de la sécurité des environs, et à un essor du trafic de stupéfiants,.
C'est vers la fin des années 2010 que les activités commerciales populaires disparurent progressivement pour des raisons diverses, pour laisser la place à une rénovation du quartier et la construction d'immeubles de bureaux.

## Bâtiments remarquables et lieux de mémoire
- Ancienne usine Labinal, installée ici en 1911[9],[10]. La ''tour Labinal'' a été conservée et réhabilitée en bureaux[11],[12].
- Les ateliers Siégel & Stockman, fabriquant des mannequins pour les ateliers de couture, étaient situés au numéro 82 de la rue, dans sa section disparue aujourd'hui remplacée par la rue Floréal[13].